# Гора «Червоний камінь»
Гора «Червоний камінь» — геологічна пам'ятка природи місцевого значення в Україні. Пам'ятка природи розташована на території Кременецького району Тернопільської області, с. Велика Іловиця, за 2 км на північний захід від села, у кв. 18 в. 12, кв. 32 в. 1 Волинського лісництва, лісове урочище «Антонівці-Свинодебри» .
Площа — 2,00 га, статус отриманий у 1971 році.